# Vlecht (bindtechniek)

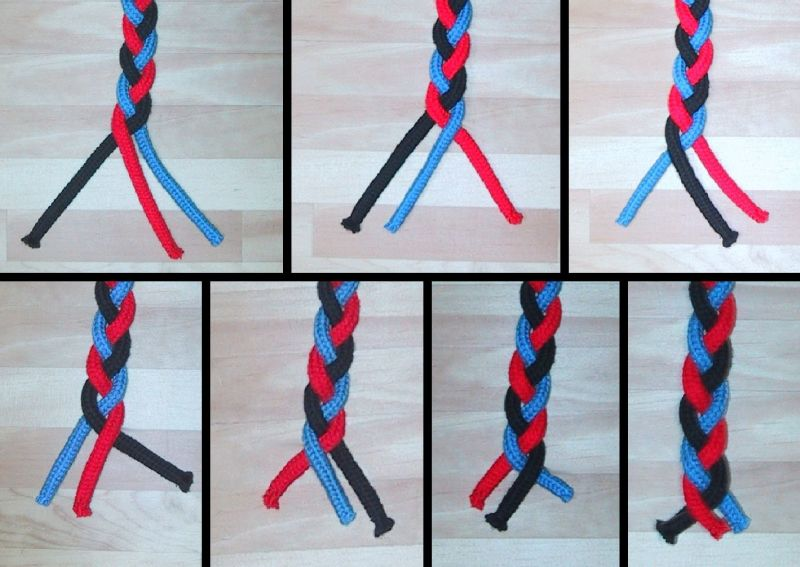
Het maken van een vlecht.

Een vlecht of platting is een sterke bundel gemaakt van draad, haar, riet, stro, touw of ander materiaal, bestaande uit drie of meer strengen die in elkaar gevlochten zijn. Het maken van een vlecht wordt vlechten genoemd. Vlechten wordt van oudsher gedaan voor diverse doeleinden, zoals voor het maken van manden en als haardracht.
Vlechten en weven zijn verwante technieken: bij beide worden strengen materiaal over en door elkaar met elkaar in verbinding gebracht, waarbij de vervorming van het materiaal, en materiaaleigenschappen als stijfheid en wrijving ervoor zorgen dat het gevlochten of geweven patroon een gewenste vorm behoudt of niet uit elkaar valt.
Ook van deeg kan een vlecht gemaakt worden; het resulteert dan in een langwerpig, meestal zoet gebak (als kramiek, briochedeeg, krentekoek) waarvan men gemakkelijk een stuk kan afbreken.

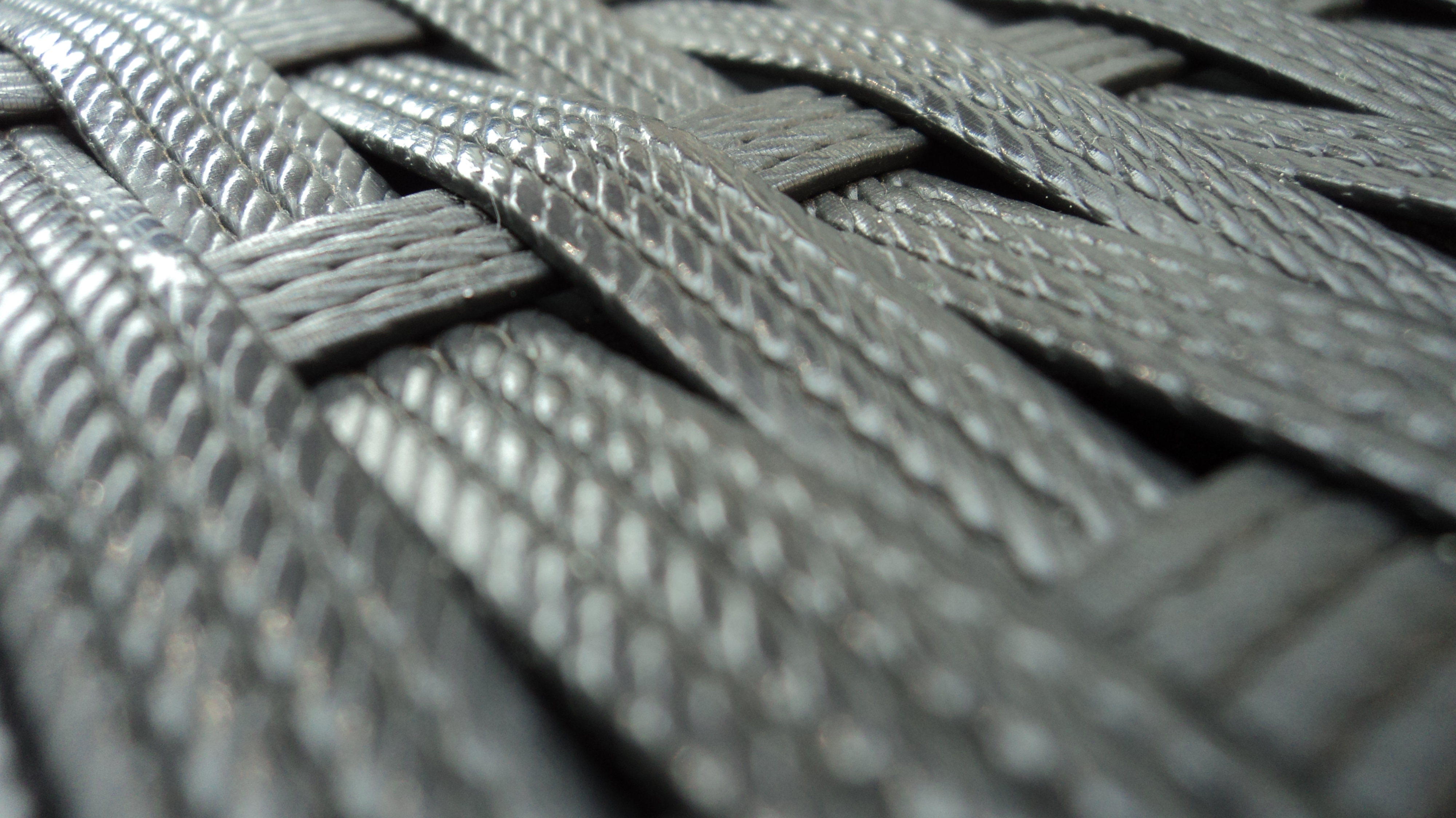
Vlechtwerk van kunststof in een bijtafel
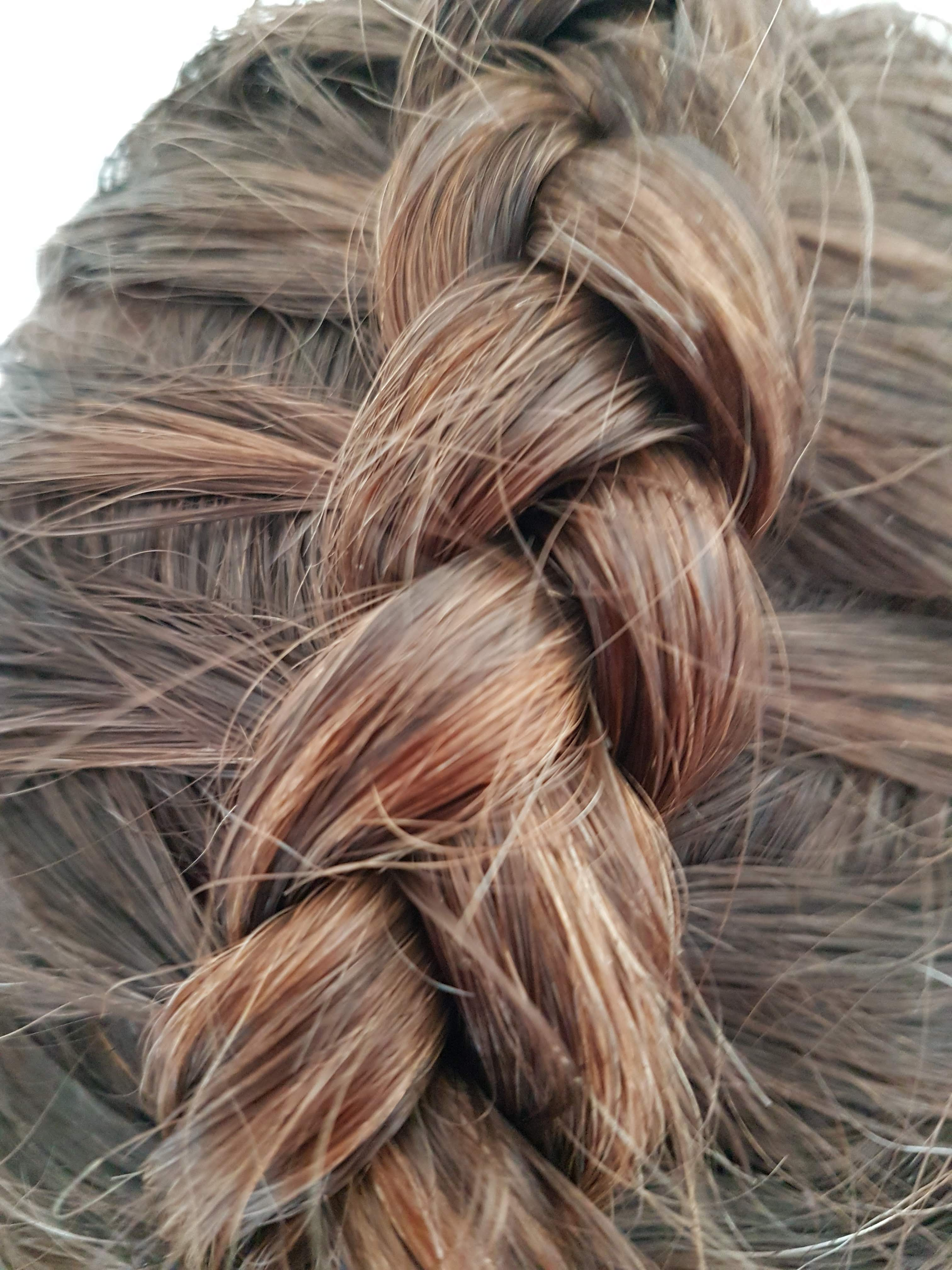
Ingevlochten haar
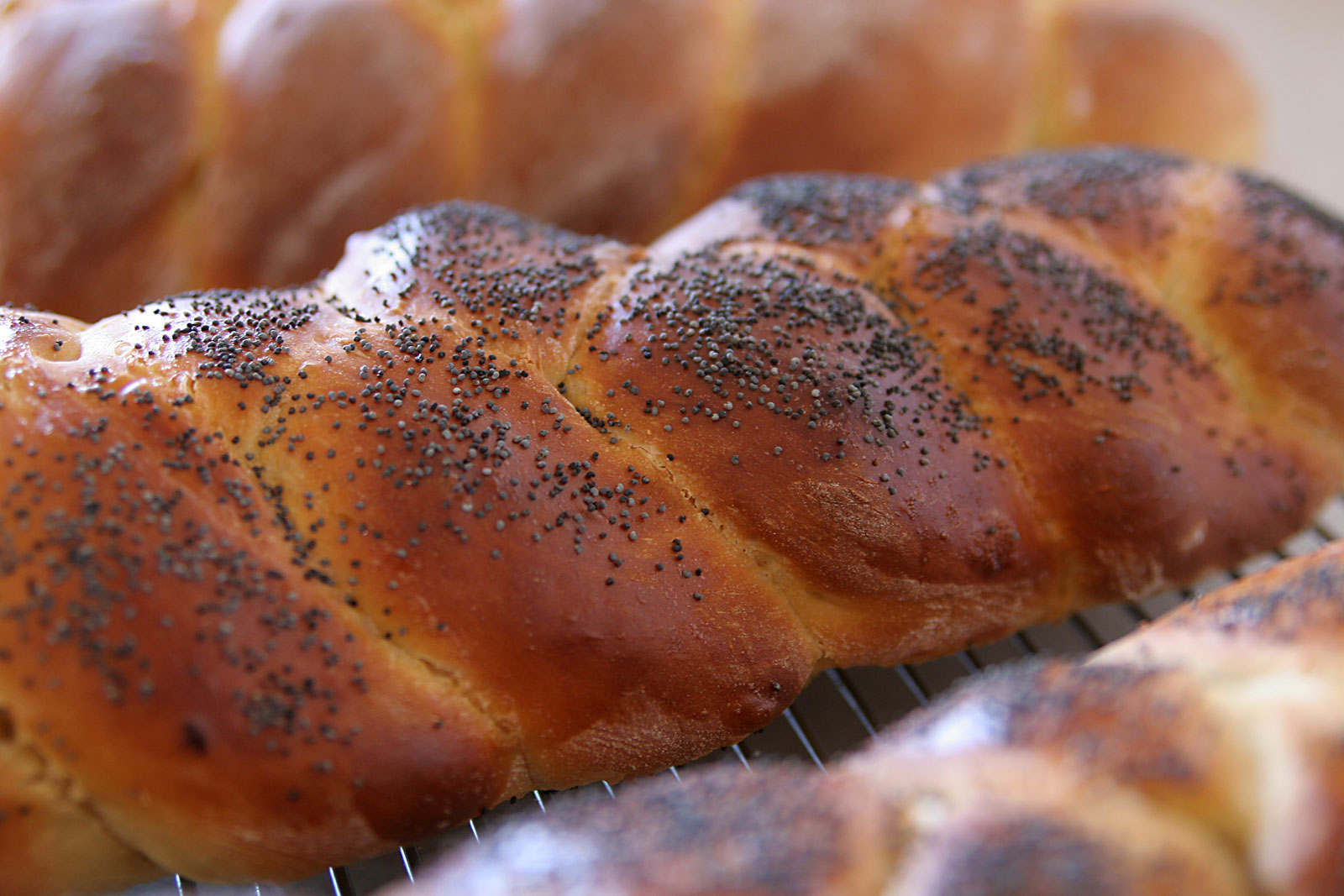
Gevlochten brood